# یواس‌اس سی‌هورس (اس‌اس-۳۰۴)
یواس‌اس سی‌هورس (اس‌اس-۳۰۴) (به انگلیسی: USS Seahorse (SS-304)) یک زیردریایی بود که طول آن ۳۱۱ فوت ۱۰ اینچ (۹۵٫۰۵ متر) بود. این زیردریایی در سال ۱۹۴۳ ساخته شد.